# آدم أوستروفسكي (مصارع رياضي)
آدم أوستروفسكي (بالبولندية: Adam Ostrowski)‏ هو مصارع رياضي بولندي، ولد في 10 يوليو 1945.

## وصلات خارجية
- آدم أوستروفسكي على موقع اللجنة الأولمبية الدولية (الإنجليزية)
- آدم أوستروفسكي على موقع أوليمبيديا (الإنجليزية)
- آدم أوستروفسكي على موقع اللجنة الأولمبية البولندية (مؤرشف) (البولندية)